# Референт президента Российской Федерации
Референт Президента Российской Федерации — должность в Администрации президента Российской Федерации, введенная распоряжением Президента Российской Федерации от 8 мая 1992 г. № 221-рп. Число референтов президента определяется президентом Российской Федерации.

## Нормативные акты
Указом президента от 3 июня 2000 г. № 1013 образована Референтура президента России (на правах управления президента), в состав которой входят референты президента России. До 2004 г. референтуру президента возглавлял старший референт президента (на правах начальника управления президента).
Положение о референтуре президента России утверждалось указом президента от 27 октября 2000 г. № 1804 (признано утратившим силу указом президента от 28 сентября 2004 г. № 1246) и указом президента от 28 сентября 2004 г. № 1246.
Указом президента от 7 мая 2000 г. № 835 (после вступления в должность президента В. В. Путина) были приняты заявления референтов президента об освобождении от занимаемых должностей и поручено им впредь до сформирования Администрации президента и осуществления в установленном порядке назначений на данные должности исполнять свои обязанности.
В связи с реорганизацией Администрации президента России по указу президента от 25 марта 2004 г. № 400 были переназначены референты президента России Н. А. Кривова, Л. П. Мишустина и Я. В. Шабанов (одним указом освобождены от занимаемой должности и назначены на эту же должность).
Указом президента от 30 апреля 2008 г. № 634 установлено, что замещение должностей федеральной государственной гражданской службы в Администрации президента России, назначение на которые производится президентом России, осуществляется федеральными государственными гражданскими служащими в течение срока исполнения президентом России своих полномочий (т.о. с момента вступления в должность президента России Д. А. Медведева 7 мая 2008 г. референты президента освобождались от своих должностей без принятия каких-либо специальных правовых актов).
Указом президента от 7 мая 2008 г. № 718 федеральным государственным гражданским служащим Администрации президента России, назначенным на должности президентом России, прекратившим исполнение своих полномочий, поручено временно исполнять обязанности по замещаемым ими должностям впредь до осуществления президентом России соответствующих назначений.

## Основные функции референтуры президента России
(в соответствии с Положением о референтуре президента России, утвержденным Указом президента России от 28 сентября 2004 г. № 1246)
- подготовка проектов ежегодных посланий президента России Федеральному Собранию России, а также иных программных документов и выступлений президента России;
- участие совместно с другими самостоятельными подразделениями Администрации президента России в подготовке проектов решений президента России, касающихся реализации ежегодных посланий президента России Федеральному Собранию России и иных программных документов президента России;
- участие в подготовке информационно-аналитических материалов для президента России;
- участие в информационно-аналитическом обеспечении визитов за рубеж и поездок в субъекты России президента России;
- подготовка предложений президенту России по вопросам, связанным с деятельностью Совета при президенте России по науке, технологиям и образованию.

Ниже приведен список лиц, занимавших должность референта президента России с 1992 г. После даты стоит номер указа или распоряжения президента России, которым было произведено назначение или освобождение от должности.

## Начальник референтуры президента Российской Федерации
Должность введена в 2004 г.
1. Калимулин Дмитрий Рафаэльевич (1 апреля 2004 г., № 458 — 25 апреля 2008 г., № 583)
2. Шабанов Ярослав Васильевич (22 мая 2008 г., № 832 — 5 октября 2009 г., № 1104)
3. Василевская Ева Игоревна (5 октября 2009 г., № 110 — 21 мая 2012 года, № 668)[1])
4. Калимулин, Дмитрий Рафаэльевич (22 мая 2012 года, № 693 — 7 мая 2018 года, с 13 июня 2018 года, № 313)[2]

## Заместитель начальника референтуры Президента Российской Федерации
Должность введена Указом президента России от 24 сентября 2007 г. № 1215. Назначается на должность и освобождается от должности Руководителем Администрации президента России.
1. Уланова Ирина Юрьевна (назначена в конце 2007 г. — начале 2008 г.)

## Старшие референты президента Российской Федерации
1. Поллыева Джахан Реджеповна (30 октября 1997 г., № 448-рп — 19 мая 1998 г., № 172-рп)
2. Шторх Андрей Алексеевич (3 декабря 1998 г., № 430-рп — 4 января 2000 г., № 8)
3. Вавра Андрей Вячеславович (5 июня 2000 г., № 1034 — 1 апреля 2004 г., № 457)
4. Кордонский Симон Гдальевич (1 апреля 2004 г., № 459 — 18 октября 2005 г., № 1214)
5. Мишустина Лариса Павловна (22 апреля 2008 г., 22 мая 2008 г., № 833 - 7 мая 2012 г., с 5 июня 2012 г., № 771)
6. Шабанов Ярослав Васильевич (5 октября 2009 г., № 1104 - 7 мая 2012 г., с 5 июня 2012 г., № 770) [3])

## Референты президента Российской Федерации
1. Ильин Александр Леонидович (8 мая 1992 г., № 223-рп — 20 октября 1998 г., № 381-рп)
2. Пихоя Людмила Григорьевна (8 мая 1992 г., № 223-рп — 28 мая 1998 г., № 189-рп)
3. Вавра Андрей Вячеславович (15 апреля 1997 г., № 130-рп — 7 мая 2000 г., № 835)
4. Семенов Владимир Артурович (15 апреля 1997 г., № 131-рп — 30 октября 1997 г., № 449-рп)
5. Шторх Андрей Алексеевич (28 мая 1998 г., № 187-рп — 3 декабря 1998 г., № 430-рп)
6. Кривова Наталья Александровна (3 декабря 1998 г., № 431-рп — 7 мая 2000 г., № 835; 9 июня 2000 г., № 1092 — 1 апреля 2004 г., № 460; 1 апреля 2004 г., ; 22 мая 2008 г., № 835 - 30 мая 2012 г., № 752)
7. Мишустина Лариса Павловна (25 февраля 2000 г., № 835; 9 июня 2000 г., № 1091 — 1 апреля 2004 г., № 461; 1 апреля 2004 г., № 461 — 24 сентября 2007 г., № 1220)
8. Калимулин Дмитрий Рафаэльевич (19 июня 2001 г., № 735 — 1 апреля 2004 г., № 458)
9. Шабанов Ярослав Васильевич (17 февраля 2003 г., № 205 — 1 апреля 2004 г., № 462; 1 апреля 2004 г.)
10. Анчишкина Ольга Владленовна (1 апреля 2004 г.)
11. Василевская Ева Игоревна (22 мая 2008 г., № 834 — 6 октября 2009 г.)
12. Трубинова, Татьяна Сергеевна (с 5 июня 2012 г., № 772)
13. Хуторская, Екатерина Юрьевна (с 5 июня 2012 г., № 773)
14. Меликова, Наталья Михайловна (с 5 июня 2012 г., № 774)
15. Аслаханов, Роман Асламбекович (7 мая 2005 г)